# Descàrrega super-atmosfèrica

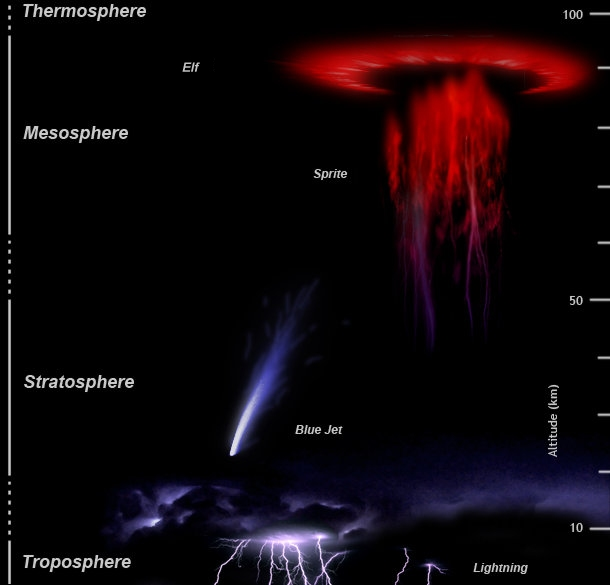
Tipus de descàrregues super-atmosfèriques.

Una descàrrega súper-atmosfèrica o un efecte lluminós transitori és un terme que s'utilitza per referir-se a un grup de fènomens elèctrics sobtats que ocorren bastant per sobre de les altituds dels llamps normals. Es tracta de diversos tipus de fenòmens de descàrrega elèctrica en l'atmosfera superior, que no tenen diverses de les característiques dels llamps de la troposfera. Aquestes descàrregues inclouen els estranys espectres vermells o els enormes dolls blaus.

## Història
A la dècada dels anys 20 del segle xx, el físic escocès C. T. R. Wilson va predir que sobtats fenòmens elèctrics havien d'ocórrer a l'atmosfera molt per sobre de les tempestes. Posteriorment, pilots d'aeronaus van descriure descàrregues d'alta altitud però van ser subestimades pels meteoròlegs fins que la primera evidència visual directa va ser documentada el 6 de juliol de 1989 per científics de la Universitat de Minnesota. Diversos anys després, els registres òptics d'aquests esdeveniments van ser anomenats 'espectres' per investigadors a la Universitat d'Alaska per evitar implicar propietats físiques que eren, en aquell moment, encara desconegudes. Els termes espectre vermell i doll blau es van popularitzr després que un videoclip circulés després d'una campanya aèria de recerca per estudiar els 'espectres' el 1994.

## Espectres vermells

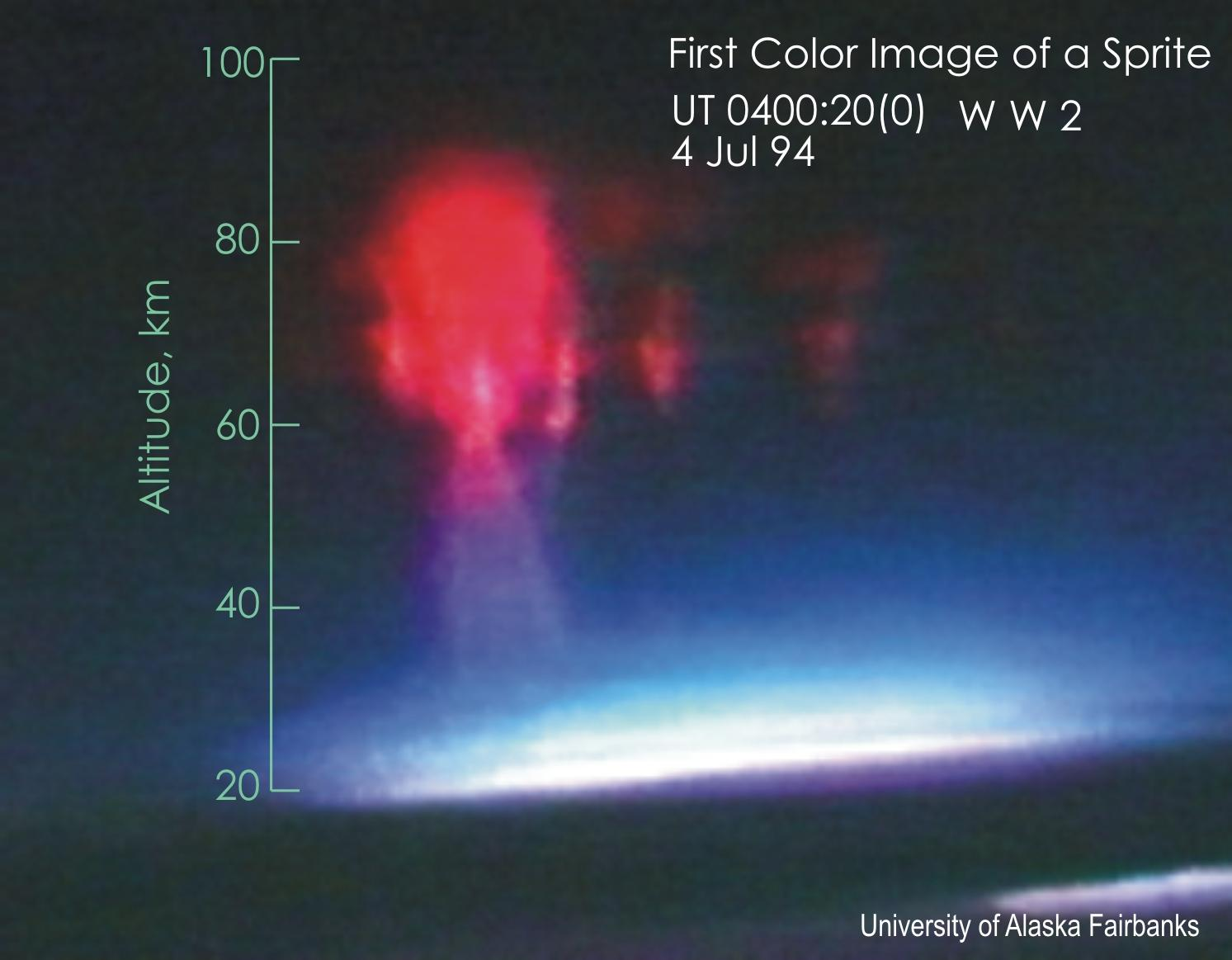
Primera imatge de color d'un espectre, presa des d'un avió atmosfèric.

Els espectres vermells són descàrregues elèctriques de gran escala que ocorren molt amunt dels núvols de tempestes, o cumulonimbes i donen lloc a un molt ampli rang de figures. Són produïdes per les descàrregues de llamps positius entre els núvols i la terra. El fenomen va rebre el nom a partir del malèvol follet (follet d'aire) Puck en la comèdia Somni d'una nit d'estiu de William Shakespeare. Normalment tenen coloració vermellosa taronja o blau verdosa, amb 'tentacles' penjant, i branques arquejades dalt i poden ser precedides per un halo vermellós. Normalment ocorren en grups, cobrint de 80 a 154 km sobre la superfície de la terra. Els espectres van ser fotografiats per primera vegada el 6 de juliol de 1989 per científics de la Universitat de Minnesota i han estat testimoniats desenes de milers de vegades.

## Dolls

### Dolls blaus
Els dolls blaus es diferencien dels espectres en què es projecten des del cim d'un cumulonimbe per sobre d'una tempesta, típicament en forma de con estret, cap als nivells més baixos de la ionosfera, 40 a 50 km sobre de la terra. Mentre que els espectres vermells tendeixen a ser associats amb llamps forts, els raigs blaus no semblen estar directament motivats per llamps (però, apareixen relacionats amb fortes activitats de tempestes de granissa). Són més brillants que els espectres, i com indica el seu nom, són de color blau. Es creu que el color es deu a un conjunt de línies d'emissió blaves i properes a l'ultraviolat provinents de molècules de nitrogen neutres i ionitzades. Van ser registrades per primera vegada el 21 d'octubre de 1989, en el vídeo monocromàtic d'una tempesta a l'horitzó, presa des del Space Shuttle mentre passava sobre Austràlia. Els raigs blaus són molt menys freqüents que els espectres. Des del 2007, s'han obtingut menys de 100 imatges. La majoria d'aquestes imatges, que inclou la primera imatge en color, estan associades amb una única tempesta estudiada per investigadors de la Universitat d'Alaska. Van ser preses en una sèrie de vols el 1994 per estudiar els espectres.

### 'Bugies' blaves
Les bugies blaves (blue starters) van ser descobertes en vídeos a partir d'un vol d'investigació nocturn al voltant de les tempestes i semblen "un fenomen lluminós que es mou cap endavant relacionat amb els dolls blaus." Semblen més petits i brillants que els raigs blaus, aconseguint altituds de 20 km. "Les bugies blaves semblen dolls blaus que mai es van consolidar," segons el Dr Victor P. Pasko, professor associat d'enginyeria elèctrica.

### Dolls gegants
El 14 de setembre del 2001, científics de l'Observatori d'Arecibo van fotografiar un doble doll gegantí de l'alçada dels anteriorment observats - aconseguint prop dels 73 km cap a l'atmosfera. El jet va ser localitzat sobre d'una tempesta sobre l'oceà, i va durar menys d'un segon. Es va observar que el raig inicialment estava viatjant a una velocitat per sobre dels 50.000 m/s de forma similar a un típic raig blau però després es va dividir en dos i va viatjar a 250.000 m/s a la ionósfera d'on es va dispersar en una brillant explosió de llum.
El 22 de juliol de 2002, cinc dolls gegants d'entre 60 i 70 km de longitud van ser observats sobre el mar del sud de la Xina des de Taiwan. Els dolls van durar menys d'un segon, amb formes relacionades pels investigadors amb arbres gegants i pastanagues.

## ELVES («Follets»)
Els «follets» apareixen freqüentment com una lluentor opaca i aplatada que s'expandeix prop de 400 km de diàmetre i que dura, típicament, només un mil·lisegon. Ocorren en la ionósfera a 100 km per sobre de la superfície i per sobre de les tempestes. El seu color va ser un misteri durant un temps, però se sap que és de color vermellós. Els 'follets' van ser registrats per primera vegada en una altra missió espacial, aquesta vegada prop de la Guaiana Francesa el 7 d'octubre de 1990.
En anglès s'usa el terme ELVES com un acrònim de Emissions of Light and Very Low Frequency Perturbations from Electromagnetic Pulse Sources.(emissions de llum i pertorbacions de molt baixa freqüència de fonts de pulsió electromagnètica) Això fa referència als fenòmens pels quals es genera la llum; l'excitació de molècules de nitrogen a causa de col·lisions entre electrons (electrons que han estat probablement energitzats pel pols electromagnètic causat per una descàrrega d'una tempesta subjacent).